# Barne Glacier
Barne Glacier är en glaciär i Antarktis. Den ligger i Östantarktis. Nya Zeeland gör anspråk på området. Barne Glacier ligger 102 meter över havet.
Terrängen runt Barne Glacier är kuperad åt nordost, men åt sydväst är den platt. Havet är nära Barne Glacier åt sydväst. Trakten är obefolkad. Det finns inga samhällen i närheten. 